# Siddheswor (Achham)
Pour les articles homonymes, voir Siddheswor.
Siddheswar (en népalais : सिद्धेश्वर) est un comité de développement villageois du Népal situé dans le district d'Achham. Au recensement de 2011, il comptait 4 168 habitants.